# Březnice (Kryry)
Březnice (německy Przesnitz) je zaniklá vesnice u Kryr v okrese Louny v Ústeckém kraji. Nachází se asi 1,5 kilometru jihozápadně od Strojetic.

## Název
Název vesnice je pravděpodobně odvozen od původního jména potoka Březná, které odkazovalo na tok lemovaný břízami. V historických pramenech se název vsi objevuje ve tvarech: Brezniche (1275), „přijali tvrz Brziezniczi“ (1405) a „k Brzezniczy“ (1564).

## Historie
První písemná zmínka o Březnici pochází z roku 1285, kdy vesnice patřila vladykovi Sudislavovi. Na začátku patnáctého století byla Březnice lénem, které patřilo kadaňskému purkrabímu Vlaškovi z Kladna, který je roku 1415 přenechal Mikulášovi z Okoře. Panským sídlem ve vsi byla tvrz připomínaná roku 1405 (podle Rudolfa Anděla pochází jediná zmínka o tvrzi z roku 1474). Podle Augusta Sedláčka koupil od bratrů Martina a Jíry ze Šimína v blíže neznámé době poplužní dvůr v Březnici, půl dvoru zvaného Příkop a polovinu březnické tvrze Jenec z Janovic. Roku 1474 všechno prodal Prokopovi z Děkova, který Březnici převedl na královské manství. Březnice poté patřila ke Strojeticím a někdy v té době byl na dotčených pozemcích založen hospodářský dvůr (roku 1564 je doložen nově postavený ovčín). Roku 1608 se s polovinou Strojetic stal samostatným panstvím. V roce 1622 bylo panství zabaveno Václavu Štampachovi ze Štampachu a roku 1653 připojeno k Nepomyšli.
Po zrušení patrimoniální správy byla Březnice při sčítání lidu v letech 1869–1890 osadou obce Strojetice. V následujících letech jako místní část zanikla a stala se součástí Kryr. Na místě bývalé vsi stojí několik domů a hospodářských objektů.

## Přírodní poměry
Osada stojí v katastrálním území Strojetice u Podbořan. Nachází se v Rakovnické pahorkatině, konkrétně v jejím podcelku Kněževeská pahorkatina a okrsku Kryrská pahorkatina. Protéká jí drobný potok, který je přítokem Březnice, jež se jižně od Kryr vlévá do Podvineckého potoka. Území tedy patří k povodí Ohře.

## Obyvatelstvo
|           | 1869 | 1880 | 1890 | 1900 | 1910 | 1921 | 1930 |
| --------- | ---- | ---- | ---- | ---- | ---- | ---- | ---- |
| Obyvatelé | 137  | 231  | 221  | 178  | 224  | .    | 124  |
| Domy      | 11   | 13   | 17   | 19   | 22   | 15   | 18   |